# Pleasant Point (Neuseeland)
Pleasant Point ist ein kleiner Ort im Timaru District der Region Canterbury auf der Südinsel von Neuseeland.

## Geographie
Der Ort liegt rund 17 km nordwestlich von Timaru in der Ebene des Opihi River. Durch Pleasant Point führt der New Zealand State Highway 8, der den Ort mit Timaru an der Ostküste und mit Fairlie und Lake Tekapo im Inland verbindet.

## Bevölkerung
Zum Zensus des Jahres 2013 zählte der Ort 1278 Einwohner, 9,2 % mehr als zur Volkszählung im Jahr 2006.

## Wirtschaft
Pleasant Point ist ein kleines Dienstleistungszentrum für die umliegenden Farmen. Der Ort ist auch für seine Glasbläserei und Schmieden bekannt. Neben der Landwirtschaft im Umland ist auch der Weinanbau ein einträgliches Geschäft.

## Sehenswürdigkeiten
In dem Ort befinde sich das Pleasant Point Railway Museum, in dem Dampflokomotiven und eine von weltweit zwei Model-T-Ford-Railcar-Repliken zu besichtigen sind. Für nahezu hundert Jahre führte der Fairlie Branch, eine Nebenstrecke der Main South Line, durch die Stadt. Die Strecke wurde am 2. März 1968 geschlossen. Eine Museumsbahn nutzt 2,5 km der alten Trasse.
In der Nähe des Ortes kann gut erhaltene Felsenmalerei der Māori besichtigt werden, die mystische Wesen und Abbildungen menschlicher Körper darstellen.